# 白雉
白雉（）は、日本の元号のひとつで大化の後、朱鳥の前。西暦で650年から654年までの期間を指す。この時代の天皇は孝徳天皇。

## 改元
- 大化6年2月15日（ユリウス暦650年3月22日）：1月1日に遡って改元（立年改元）。以後は明治まで立年改元が慣行となる。
- 孝徳天皇が崩御した白雉5年（末日は12月30日、ユリウス暦655年2月11日）を最後に使用されなくなり、以降686年に朱鳥と定められるまで元号はなかった。

## 由来
大化6年2月9日（ユリウス暦3月16日）、穴戸国（あなとのくに、後の長門国）の国司・草壁醜経が白雉（しろきぎす、白いキジ）を献上したことによる。

## 白雉年間の出来事
- 元年 650年
  - 穴戸（長門）国より献上された白雉により改元。
- 2年 651年
  - 難波長柄豊碕宮へ移る。
- 3年 652年
  - 班田終わる。戸籍作成。
- 4年 653年
  - 第二次遣唐使として吉士長丹らを唐へ派遣。孝徳天皇と中大兄皇子との対立深まる。中大兄皇子らが飛鳥河辺行宮へ移る。
- 5年 654年
  - 第三次遣唐使として高向玄理らを唐へ派遣。孝徳天皇、難波宮で崩御。大坂磯長陵に葬られる。高句麗、百済、新羅が弔使を派遣する。

### 死去
- 5年
  - 10月10日 - 孝徳天皇

## 西暦との対照表
| 白雉 | 元年  | 2年   | 3年   | 4年   | 5年   |
| ---- | ----- | ----- | ----- | ----- | ----- |
| 西暦 | 650年 | 651年 | 652年 | 653年 | 654年 |
| 干支 | 庚戌  | 辛亥  | 壬子  | 癸丑  | 甲寅  |

## 典拠
- 『漢書』巻12 平帝紀
  - 「元始元年正月越裳氏、重訳献白雉」
- 『論衡』巻8 儒増篇
  - 「周時天下太平，越裳獻白雉，倭人貢鬯草」